# Городничий (персонаж)
Анто́н Анто́нович Сквозни́к-Дмухано́вский — персонаж комедии Гоголя «Ревизор», городничий.

Городничий, уже постаревший на службе и очень неглупый по-своему человек. Хотя и взяточник, но ведëт себя очень солидно; довольно серьëзен; несколько даже резонер; говорит ни громко, ни тихо, ни много, ни мало. Его каждое слово значительно. Черты лица его грубы и жестки, как у всякого, начавшего службу с низших чинов. Переход от страха к радости, от грубости к высокомерию довольно быстр, как у человека с грубо развитыми склонностями души. Он одет, по обыкновению, в своем мундире с петлицами и в ботфортах со шпорами. Волоса на нём стриженые, с проседью.— «Ревизор», Характеры и костюмы. Замечания для господ актёров.
Антон Антонович  Сквозник-Дмухановский — второй по значимости персонаж комедии, глава уездного города N. Городничий (8 класс «Табели о рангах») завязывает комедийный сюжет, сообщая «пренеприятное известие» о приезде ревизора. Сквозник-Дмухановский порождён и воспитан средой. Городничий — собирательный образ государственной власти современной Гоголю России. Он признаёт, что грешен, исправно посещает церковь и думает когда-нибудь покаяться, но никогда он не пропустит того, «что плывёт в руки».

## Место в сюжете пьесы
Антон Сквозник-Дмухановский чувствует себя хозяином города. Он считает, что может бесплатно брать любые товары у купцов на рынке. «То есть, не то уж говоря, чтоб какую деликатность, всякую дрянь берёт: чернослив такой, что лет уже по семи лежит в бочке, что у меня сиделец не будет есть, а он целую горсть туда запустит», — жалуются купцы Хлестакову на городничего. Мало того, он обкладывает купцов данью, из-за чего купцы должны нести ему угощение на именины Антона, и даже на Онуфрия. Но вот он получает письмо, в котором его предупреждают о приезде ревизора. Нельзя сказать, что на этом этапе городничий напуган. Видимо, он рассчитывает обмануть или подкупить ревизора. Он собирает всех чиновников города на совещание, и каждому из них даёт указания. Городничий показывает прекрасную осведомлённость о делах чиновников: и о страсти к охоте Ляпкина-Тяпкина, и о бардаке в богоугодном заведении Земляники, и о странных нравах учителей, подопечных Луки Лукича. И в этой якобы отеческой заботе сквозит угроза, мол, «знаю я вас всех, как облупленных, и если вы на меня донесёте, то я донесу на вас». А заодно пытается оправдаться в глазах у чиновников (которых считает «своими») о тех «грешках», о которых говорится в письме. «Нет человека, который не оставил за собою каких-либо грехов, и вольтерианцы напрасно против этого говорят», — говорит он. Городничий просит почтмейстера наложить перлюстрацию на входящую и исходящую почту. Ворвавшиеся Бобчинский и Добчинский приносят страшную весть: оказывается, Хлестаков, которого они приняли за ревизора, здесь уже две недели. А за эти две недели «высечена унтер-офицерская жена! Арестантам не выдавали провизии! На улицах кабак, нечистота!».  Городничий срочно даёт распоряжения частному приставу и квартальным изобразить деятельность градоправителя: «вымести всю улицу, что ведёт к трактиру», «разметать наскоро старый забор, что возле будки сапожника, и поставить там соломенную веху, чтобы было похоже на планировку». Он так напуган, что, оговорившись, приказывает десятским «взять в руки по улице», а затем едва не надевает вместо шляпы бумажный футляр. Отдав распоряжения, он едет с Добчинским к ревизору.

Приехав в гостиницу, городничий сначала наводит справки у трактирщика, а затем и сам проходит в комнату к Хлестакову. Сначала он немного растерян, но его растерянность длится всего одну секунду. Он сразу же начинает оправдываться перед Хлестаковым, который, однако, думает, что городничий приехал арестовать его за неуплату по счёту в трактире. В результате они оба друг друга боятся и одновременно запугивают.  Сетование  Хлестакова на отсутствие денег городничий принимает за вымогательство взятки и натренированным жестом вручает Хлестакову двойную сумму. Немного успокоившись, городничий облегчённо переводит дух: Хлестаков, оказывается, ничуть не лучше прочих берущих. Городничий, надеясь выведать что-нибудь, расспрашивает Хлестакова, кто он, откуда и куда едет. Хлестаков отвечает, что едет к себе в деревню, что городничий принимает за легенду инкогнито. Ничего не добившись, городничий решает споить  Хлестакова: «Только бы мне узнать, что он такое», — думает городничий, — «И в какой мере нужно его опасаться». И организует обед со всякими деликатесами (в частности, с лабарданом и мадерой) у Земляники. Здесь также присутствует расчёт: Лука Лукич запуган постоянными проверками, вольнодумный судья может что-нибудь ляпнуть, как и «простодушный до наивности» почтмейстер. Так что привыкший всем угождать плут Земляника будет наилучшим кандидатом. Также городничий переселяет Хлестакова из гостиницы к себе (не столько из гостеприимства, сколько из-за того, чтобы Хлестаков был под контролем). 
В третьем действии городничий продолжает игру с целью обмануть ревизора, подкупить его, а также вытянуть из него, что же за тайное предписание дано ему самим императором. Городничий врёт Хлестакову о своём рвении на службе, но его враньё, в отличие от хлестаковского, обусловлено необходимостью. Но, когда изрядно захмелевший Хлестаков в присутствии дам начинает пускать пыль в глаза, рассказывая, как для «Московского телеграфа» пишет оперы под псевдонимом Барона Брамбеуса, как даёт балы с арбузами за семьсот рублей и парижским супом, приехавшим на пароходе, как графы и князья жужжат в его приёмной, и как 35000 курьеров прибыли к нему домой предлагать место директора департамента — городничий всему этому верит: ведь «что у трезвого на уме, то у пьяного на языке» — рассуждает он. И не замечает очевидные нестыковки в россказнях Хлестакова. У Осипа он выведывает нравы и привычки хозяина, не забывая дать ему «на чай», и сверх того «на баранки». Осипу он верит тоже, во-первых, потому что слова Осипа подтверждают слова Хлестакова, а во-вторых (и это, несомненно, главная причина), потому что ему, пройдохе и плуту, который «трёх губернаторов обманул», и в голову не может прийти, что его самого могут обмануть другие. Выпроводив Осипа, городничий расставляет на крыльце квартальных, чтобы не допустить жалобщиков. Он боится, чтобы те «грешки», о которых он упоминал в первом действии, не дошли до ревизора.
В четвёртом действии мы видим городничего только в конце, где он, напуганный тем, что купцы всё же прорвались к Хлестакову, несмотря на заслон в лице Держиморды и Свистунова, никак не желает верить, что Хлестаков предложил руку и сердце Марье Антоновне. При этом закрывает глаза на кокетство своей жены (видимо, у самого рыльце в пушку). Узнав, что Хлестаков собирается ехать к дяде «испросить благословения», городничий даже посылает за лучшим ковром, чтобы гостю удобнее было сидеть в дрожках.
В пятом действии городничий на седьмом небе от счастья. Обрадованный тем, что скоро станет родственником такого знатного вельможи, он уже заранее произвёл себя в генералы (2 класс Табеля о рангах). Как истинный гоголевский герой, городничий наделён богатым воображением, и все эти картины (как чиновники рангом пониже, в том числе и городничий, уступают ему дорогу) реально проносятся перед его взором. В эйфории счастья он решает «задать перца» купцам, которые на него жаловались. Городничий глумится над ними, обзывая последними словами. Но стоит купцам пообещать богатое угощение на помолвку и на свадьбу, как он всех прощает и отпускает. Городничий созывает полный дом гостей, решив отпраздновать помолвку дочери с важным гостем. Гости желают ему много добра, счастья — в глаза. А за глаза завидуют ему. Искренними кажутся только Бобчинский и Добчинский. Но городничий на пике своей эйфории не замечает тайного недоброжелательства многих гостей. Раздаётся гром среди ясного неба: почтмейстер, вскрывший письмо Хлестакова, является с известием, что ревизор — совсем не ревизор, а «ни сё, ни то. Чёрт знает что такое». Городничий сразу понимает всё, но затевает скандал, надеясь оттянуть неизбежное. Но вот звучит роковое «глуп, как сивый мерин», и это означает конец. Городничий с заоблачных вершин падает в пропасть. Пока читают письмо, он погружён в полную прострацию. Но вот письмо дочитано, и у городничего начинается настоящая истерика. Он кричит и беснуется, ему не даёт покоя мысль, что он, пройдоха и плут, который «мошенников над мошенниками обманывал, трёх губернаторов обманул», сам так глупо попался. Ещё мы видим гелотофобию городничего. Его сводит с ума мысль о том, что какой-нибудь «щелкопёр, бумагомарака» его вставит в комедию, и «будут все в ладоши бить, зубы скалить». «Чему смеётесь? Над собой смеётесь!» — в исступлении кричит городничий. Существует мнение, что по гоголевскому замыслу эта реплика обращена в зрительный зал. Немного придя в себя, городничий начинает следствие, кто первый пустил слух, что Хлестаков — ревизор, и очень быстро выявляет виновных: Бобчинского и Добчинского. Он ругает и обзывает их, как совсем недавно купцов, но тут наступает развязка: является жандарм с сообщением, что приехал настоящий ревизор. Это известие как громом поражает всех. Немая сцена. Городничий застывает «в виде столба, с распростёртыми руками и запрокинутой назад головою».

## Лексика персонажа
Городничий, как человек, начавший службу с низших чинов, не стесняется произносить грубости даже в присутствии жены. Например, в сцене с купцами его речь изобилует такими выражениями, как «задать перца», «самоварники», «аршинники», «архиплуты», «протобестии», «надувайлы мирские», «семь чертей и одна ведьма вам в зубы», «ах ты, рожа», «разопрёт тебе брюхо», «плевать на твою голову» и т. д. В финальной сцене комедии он говорит: «узлом бы всех завязал, в муку бы стёр, да к чёрту в подкладку! В шапку туды ему…», «Ничего не вижу! Вижу какие-то свиные рыла вместо лиц, больше ничего», употребляет такие выражения, как «кукиш с маслом», «сплетники городские, лгуны проклятые, трещотки проклятые, сороки короткохвостые» (по отношению к Добчинскому и Бобчинскому). Во втором действии, во время беседы с Хлестаковым, городничий очень много говорит «в сторону», и речь его изобилует такими выражениями: «подпустим и мы турусы», «какие пули отливает», «завязал узелок», и др. С чиновниками он говорит на канцелярско-чиновничьем языке, он употребляет такие выражения, как «сообщить (…) известие» «ассигнована сумма», «от этого только убыток казне». С подчинёнными же у него разговор другой: «А который будет недоволен, я тому после покажу такого неудовольствия!», «А вы — стоять на крыльце и ни с места!», «Эк как каркнула ворона! (дразнит его) „Был по приказанию“… Как из бочки, так и рычит!». С Хлестаковым, которого он принимает за ревизора, он любезен и категоричен: «не угодно ли», «если вам будет угодно», «не извольте беспокоиться», и т. д. Даже с Осипом (у которого будет не лишним выпытать о нравах и привычках хозяина) он чрезвычайно любезен, называет его «другом», «любезным», и не забывает дать ему «пару целковых на чай», а за тем «сверх того и на баранки». Не прочь городничий прибегнуть и к сентенциям: «Оно чем больше ломки, тем больше означает деятельность градоправителя», «Оно конечно, Александр Македонский — герой, но зачем же стулья ломать?». В минуты сильного волнения он может допустить и оговорки: «Пусть каждый возьмёт в руки по улице… чёрт возьми, по улице, по метле!». Не прочь он и выдумать словечко: «финтирлюшки», может похвастать и некоторыми знаниями, упоминая об «ассириянах», «вавилонянах», об Александре Македонском. Иногда может проскользнуть и иностранное слово: «А вот посмотрим, как пойдёт дело после фриштика да бутылки-толстобрюшки».

## Исполнители роли

### В театре
- И. И. Сосницкий — самый первый исполнитель, Александринский театр, 1836 г.
- М. С. Щепкин — первый исполнитель Московской премьеры, Малый театр, 1836 г.

В. Г. Белинский: Какое одушевление, какая простота, естественность, изящество! Все так верно, глубоко-истинно… Актер понял поэта: оба они не хотят делать ни карикатуры, ни сатиры, ни даже эпиграммы; но хотят показать явление действительной жизни, явление характеристическое, типическое.
- И. М. Уралов — Ленинградский академический театр драмы, 1918 г.
- И. М. Москвин — МХАТ, 1920—1921 гг.
- И. Н. Певцов — Театр им. МГСПС, 1924 г.
- П. И. Старковский — ГосТИМ (Государственный театр им. Мейерхольда), 1926 г.

А. М. Воронов: Городничего со свитой настигало не просто известие о приезде настоящего ревизора, а удар Рока, на мгновение вспыхнувшего, подобно молнии. Настолько велик был этот ужас перед лицом разверзшейся бездны, что герои мейерхольдовского спектакля окаменели в самом прямом смысле этого слова — в финале на сцене оказывались не актёры, а их куклы, выполненные в натуральную величину.
- А. О. Горюнов — Театр имени Е. Б. Вахтангова, 1939 г.
- Б. А. Ситко — Центральный театр Советской армии, 1951 г.
- И. В. Ильинский — Малый театр, 1952 г.
- К. Ю. Лавров — БДТ им. Г. А. Товстоногова, 1972 г.
- А. Д. Папанов — Московский театр сатиры, 1982 г.
- В. И. Гафт — Московский театр «Современник», 1983 г.
- В. А. Симонов — Московский драматический театр им. К. С. Станиславского, 1996 г.
- А. Ш. Пороховщиков — Московский драматический театр им. А. С. Пушкина, 1999 г.

 Хлестаков выдает себя за другого. Но и Городничий равен ему в этом, рекомендуя себя заботливым управителем. Потому-то, может, и доверяется Хлестакову, что сам таков. Городничий выглядит не меньшим авантюристом, когда надеется и ревизора провести, и ещё орден получить..
- С. В. Маковецкий — Театр имени Е. Б. Вахтангова, 2002 г.
- А. С. Потапов — Малый театр, 2006 г.
- А. С. Лазарев — Московский академический театр имени Владимира Маяковского, 2007 г.

### В кино
- 1952: «Ревизор» — Юрий Толубеев
- 1977: «Инкогнито из Петербурга» — Анатолий Папанов
- 1996: «Ревизор» — Никита Михалков
- 2005: «Дело о «Мёртвых душах»» — Сергей Гармаш

## Другие образы
В городе Устюжна на Торговой площади в рамках проекта «Провинциальный Эрмитаж» была установлена скульптурная группа «Хлестаков и Городничий».